# Marmosops
Marmosops e род опосуми от семейство Didelphidae. Разпространени са в Панама и цяла Южна Америка.
Ушите им са големи и голи, очите са изпъкнали. Имат добре изразен полов диморфизъм като мъжките са по едри от женските. Опашката е дълга колкото останалата част на тялото. Хранят се главно с насекоми и плодове, но често в менюто им влизат и други хранителни ресурси.
При представителите на рода е интересен репродуктивния и жизнен цикъл. Ражданията са съсредоточени в периода между септември и декември, след което мъжките умират. Женските доживяват до месец май и също умират. По този начин през месеците от юни до август в природата има само млади индивиди родени през предходната година.

## Списък на видовете
- Marmosops bishopi
- Marmosops cracens
- Marmosops creightoni
- Marmosops fuscatus
- Marmosops handleyi
- Marmosops impavidus
- Marmosops incanus
- Marmosops invictus
- Marmosops juninensis
- Marmosops neblina
- Marmosops noctivagus
- Marmosops ocellatus
- Marmosops parvidens
- Marmosops paulensis
- Marmosops pinheiroi